# Cortland County

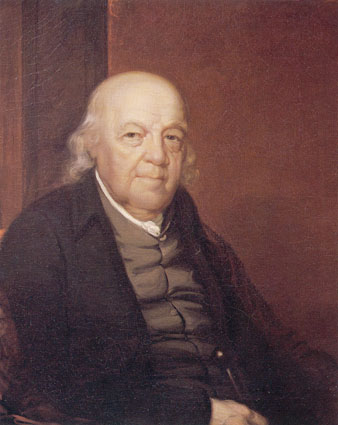
Pierre Van Cortlandt

Cortland County ist ein County im Bundesstaat New York der Vereinigten Staaten. Bei der Volkszählung im Jahr 2020 hatte das County 46.809 Einwohner und eine Bevölkerungsdichte von 38,2 Einwohnern pro Quadratkilometer. Der Verwaltungssitz (County Seat) ist Cortland.

## Geschichte
28 Bauwerke und Stätten des Countys sind im National Register of Historic Places eingetragen (Stand 18. Februar 2018).

### Einwohnerentwicklung
| Jahr      | 1800   | 1810   | 1820   | 1830   | 1840   | 1850   | 1860   | 1870   | 1880   | 1890   |
| --------- | ------ | ------ | ------ | ------ | ------ | ------ | ------ | ------ | ------ | ------ |
| Einwohner | –      | 8869   | 16.507 | 23.791 | 24.607 | 25.140 | 26.294 | 25.173 | 25.825 | 28.657 |
| Jahr      | 1900   | 1910   | 1920   | 1930   | 1940   | 1950   | 1960   | 1970   | 1980   | 1990   |
| Einwohner | 27.576 | 29.249 | 29.625 | 31.709 | 33.668 | 37.158 | 41.113 | 45.894 | 48.820 | 48.963 |
| Jahr      | 2000   | 2010   | 2020   | 2030   | 2040   | 2050   | 2060   | 2070   | 2080   | 2090   |
| Einwohner | 48.599 | 49.336 | 46.809 |        |        |        |        |        |        |        |

Hinweis: Der Wert von 1810 ist lediglich aus der englischsprachigen Wikipedia ungeprüft übernommen worden, weil die Einwohnerzahlen für 1810 derzeit auf dem Server der Census-Behörde nicht verfügbar sind. (Stand: 21. Oktober 2020)

## Geographie
Das County hat eine Fläche von 1.298,9 Quadratkilometern, wovon 7,1 Quadratkilometer Wasserfläche sind.

### Umliegende Gebiete
| Cayuga County                 | Onondaga County | Madison County  |
| Cayuga County Tompkins County |                 | Chenango County |
| Tompkins County               | Broome County   | Chenango County |

## Städte und Ortschaften
Zusätzlich zu den unten angeführten selbständigen Gemeinden gibt es im Cortland County mehrere villages.
| Ortschaft     | Status | Einwohner (2010)! | Gesamte Fläche [km²]! | Landfläche [km²]! | Bevölkerungsdichte [Einwohner / km²] | Gründung            | Besonderheit |
| ------------- | ------ | ----------------- | --------------------- | ----------------- | ------------------------------------ | ------------------- | ------------ |
| Cincinnatus   | town   | 1.056             | 66,0                  | 65,7              | 16,1                                 | 3. Apr. 1804        |              |
| Cortland      | city   | 7.433             | 10,1                  | 10,1              | 735,9                                | 1791 als City: 1900 | County Seat  |
| Cortlandville | town   | 8.509             | 129,9                 | 128,8             | 66,1                                 | 11. Apr. 1829       |              |
| Cuyler        | town   | 980               | 112,7                 | 112,6             | 8,7                                  | 18. Nov. 1828       |              |
| Freetown      | town   | 757               | 66,4                  | 66,0              | 11,5                                 | 21. Apr. 1818       |              |
| Harford       | town   | 943               | 62,6                  | 62,6              | 15,1                                 | 2. Mai 1845         |              |
| Homer         | town   | 6.405             | 131,2                 | 130,0             | 49,3                                 | 5. März 1794        |              |
| Lapeer        | town   | 767               | 65,2                  | 64,9              | 11,8                                 | 2. Mai 1845         |              |
| Marathon      | town   | 1.967             | 64,9                  | 64,6              | 30,3                                 | 21. Apr. 1818       |              |
| Preble        | town   | 1.393             | 71,4                  | 69,5              | 20,0                                 | 8. Apr. 1808        |              |
| Scott         | town   | 1.176             | 58,1                  | 57,7              | 20,4                                 | 14. Apr. 1815       |              |
| Solon         | town   | 1.079             | 77,0                  | 76,8              | 14,0                                 | 9. März 1798        |              |
| Taylor        | town   | 523               | 78,0                  | 77,7              | 6,7                                  | 5. Dez. 1849        |              |
| Truxton       | town   | 1.133             | 115,8                 | 115,6             | 9,8                                  | 8. Apr. 1808        |              |
| Virgil        | town   | 2.401             | 122,8                 | 122,7             | 19,6                                 | 3. Apr. 1804        |              |
| Willet        | town   | 1.043             | 67,5                  | 66,6              | 15,7                                 | 21. Apr. 1818       |              |